# Michaela Freemanová
Michaela Freemanová, roz. Kopecká (21. listopadu 1946, Praha – 15. června 2017, tamtéž), byla česká muzikoložka a hudební publicistka. Patřila mezi přední osobnosti současné české muzikologie.

## Životopis
Po studiu hudební vědy na Filozofické fakultě Univerzity Karlovy pracovala např. pro hudební nakladatelství Supraphon, Národní muzeum - České muzeum hudby, či festival Pražské jaro. Od roku 2002 byla vědeckou pracovnicí Kabinetu hudební historie Etnologického ústavu Akademie věd ČR, kde působila až do května 2017.
Mimo vědecké oblasti se aktivně věnovala také hudebnímu životu. Zasedala v předsednictvu mezinárodního hudebního festivalu Pražské jaro a působila rovněž ve Společnosti pro starou hudbu, v České Händelově společnosti (zakládající členka) a v České společnosti Josepha Haydna. Mezi lety 2003 až 2015 se podílela na dramaturgii Haydnových hudebních slavností. Významná je také její publicistická činnost, která soustavně mapovala hudební události v oblasti starší hudby.

## Dílo
Badatelská pozornost Michaely Freemanové se zaměřovala na dějiny hudební kultury od baroka až do 19. století. Významné jsou zejména její práce s archivními materiály, včetně studia používaných typů papíru a papírenských vodoznaků. Nejrozsáhlejší počin představuje výzkum dochovaných sbírek špitálního Řádu milosrdných bratří v českých zemích, jejichž katalogy byly publikovány v letech 1998 a 2013. Řada prací je však věnována také hudebním nástrojům, nebo kontaktům mezi českými hudebníky a balkánskými zeměmi v druhé polovině 19. století. Osobní bibliografie oborových děl byla na počátku roku 2018 publikována v časopise Hudební věda (viz Literatura).

### Publikace
monografie, hudební edice
- Collectio fratrum misericordiae kukussiensis. Catalogus artis musicae in Bohemia et Moravia cultae. Artis musicae antiquioris catalogorum series. Vol. VI/1-2; vyd. Editio Praga, Praha 1998. 2 sv. ISBN 80-7058-463-7.
- Johann Michael Haydn: Sinfonia ex D, Doblinger, Wien 2012
- Fratrum misericordiae artis musicae collectiones in Bohemia et Moravia reservatae. Catalogus artis musicae in Bohemia et Moravia cultae. Artis musicae antiquioris catalogorum series. Vol. VII/1-2; vyd. Národní knihovna ČR, Praha 2013. 2 sv. ISBN 978-80-7050-613-4.